# Giunta regionale della Campania
La Giunta regionale della Campania ha sede a Napoli, presso Palazzo Santa Lucia. A capo dell'amministrazione regionale è posta, ai sensi dell'articolo 121 della costituzione della Repubblica Italiana e dello statuto della Regione Campania, l'organo collegiale della giunta. Essa è composta dagli assessori regionali ed è guidata dal presidente della regione.

## Cronotassi

### II legislatura (1975-1980)

#### Mancino II
La giunta regionale della II legislatura, dal 1975 al 1976, era così composta:
| Assessore         | Partito                                 | Carica                                           | Competenze/Deleghe       | Note                                                                 |
| ----------------- | --------------------------------------- | ------------------------------------------------ | ------------------------ | -------------------------------------------------------------------- |
| Nicola Mancino    | Democrazia Cristiana                    | Presidente della Regione                         | Avvocatura               |                                                                      |
| Umberto Palmieri  | Partito Socialista Italiano             | Vicepresidente della Regione                     | Alla Sanità e all'Igiene |                                                                      |
| Giovanni Acocella | Partito Socialista Italiano             | Vicepresidente della Regione                     | All'Urbanistica          | Il 1º aprile 1976 assume l'incarico di vicepresidente della regione. |
| Paolo Correale    | Partito Socialista Democratico Italiano | Assessore ai Lavori pubblici                     |                          |                                                                      |
| Ugo Grippo        | Democrazia Cristiana                    | Assessore al Bilancio. Programmazione. Industria |                          |                                                                      |
| Roberto Costanzo  | Democrazia Cristiana                    | Assessore all'Agricoltura e Foreste              |                          |                                                                      |
| Emilio De Feo     | Democrazia Cristiana                    | Assessore al Turismo                             |                          |                                                                      |
| Michele Scozia    | Democrazia Cristiana                    | Assessore all'Istruzione                         | Alla Cultura             |                                                                      |
| Mario Del Vecchio | Partito Repubblicano Italiano           | Assessore ai Trasporti                           |                          |                                                                      |

La giunta regionale della II legislatura, dal 1976 al 1979 era così composta:
| Assessore         | Partito                       | Carica                                                   | Competenze/Deleghe | Note                                         |
| ----------------- | ----------------------------- | -------------------------------------------------------- | ------------------ | -------------------------------------------- |
| Gaspare Russo     | Democrazia Cristiana          | Presidente della Regione                                 | ???                | ???                                          |
| Giovanni Acocella | Partito Socialista Italiano   | Vicepresidente della Regione e Assessore all'Urbanistica |                    | Nominato assessore all'Urbanistica nel 1977. |
| Carmelo Conte     | Partito Socialista Italiano   | Assessore all'edilizia economica e popolare              |                    |                                              |
| Ciro Cirillo      | Democrazia Cristiana          | Assessore all'Industria                                  | All'acquedotti     |                                              |
| Mario Del Vecchio | Partito Repubblicano Italiano | Assessore ai Trasporti                                   |                    |                                              |

### VI legislatura (1995-2000)

#### Rastrelli
La giunta regionale della VI legislatura, dal 25 aprile 1995 al 23 marzo 1999 era così composta:
| Assessore             | Partito                      | Carica                                             | Competenze/Deleghe | Note  |
| --------------------- | ---------------------------- | -------------------------------------------------- | --- | ----- |
| Antonio Rastrelli     | Alleanza Nazionale           | Presidente della Regione                           | Affari Generali della Giunta Regionale, Programmazione, Piani e Programmi, Avvocatura, Formazione ed Orientamento Professionale | [ 2 ] |
| Antonio Girfatti      | Forza Italia                 | Vicepresidente della Regione                       | Bilancio, Ragioneria Generale, Finanza e Tributi, Demanio e Patrimonio, Rapporti con Organi Nazionali ed Internazionali         | [ 2 ] |
| Marco Cicala          | Forza Italia                 | Assessore alla Sanità                              | | [ 2 ] |
| Luciano Schifone      | Alleanza Nazionale           | Assessore allo Sviluppo e Turismo                  | Interventi nel Settore Alberghiero. Assistenza Sociale, Attività Sociali, Sport, Tempo Libero e Spettacolo.                     | [ 2 ] |
| Marcello Taglialatela | Alleanza Nazionale           | Assessore alla Gestione e Formazione del Personale | Rapporti con Province, Comuni, Comunità montane, Consorzi, Delega e Sub-Delega, CO.RE.CO.                                       | [ 2 ] |
| Domenico Zinzi        | Centro Cristiano Democratico | Assessore ai Lavori Pubblici                       | Alla Protezione Civile | [ 2 ] |

#### Losco
La giunta regionale della VI legislatura, dal 23 marzo 1999 al 18 maggio 2000 era così composta:
| Assessore              | Partito                              | Carica                       | Competenze/Deleghe                                                                                | Note                                                           |
| ---------------------- | ------------------------------------ | ---------------------------- | ------------------------------------------------------------------------------------------------- | -------------------------------------------------------------- |
| Andrea Losco           | Partito Popolare Italiano            | Presidente della Regione     | Affari Generali, Programmi e piani, Avvocatura                                                    | ???                                                            |
| Gaetano "Nino" Daniele | Democratici di Sinistra              | Vicepresidente della Regione | Ricerca scientifica, Statistica, Studio e Gestione progetti CEE                                   | ???                                                            |
| Tommaso Casillo        | Socialisti Democratici Italiani      | Assessore all'Industria      | All'artigianato                                                                                   | ???                                                            |
| Andrea De Simone       | Democratici di Sinistra              | Assessore al turismo         | sviluppo e promozione del turismo, sport e tempo libero                                           | ???                                                            |
| Emiddio Gallo          | Partito dei Comunisti Italiani       | Assessore                    | ???                                                                                               | ???                                                            |
| Angelo Giusto          | Democratici di Sinistra              | Assessore                    | Urbanistica, Edilizia pubblica e abitativa                                                        | ???                                                            |
| Cesario Liguori        | Partito Popolare Italiano            | Assessore ai Lavori Pubblici | Alla Protezione Civile e alle espropriazioni                                                      | ???                                                            |
| Giovanni Grasso        | Partito Popolare Italiano            | Assessore alla sanità        | ???                                                                                               | ???                                                            |
| Ettore Liguori         | Partito Popolare Italiano            | Assessore alla sanità        | ???                                                                                               | Entra in giunta sostituendo Giovanni Grasso dopo la sua morte. |
| Filippo Lucignano      | Democratici di Sinistra              | Assessore                    | Bilancio, Ragioneria e Tributi, Demanio e Patrimonio                                              | ???                                                            |
| Antonio Lubritto       | Unione Democratica per la Repubblica | Assessore                    | Agricoltura, Foreste Caccia e Pesca                                                               | ???                                                            |
| Giuseppe Scalera       | Unione Democratica per la Repubblica | Assessore                    | ???                                                                                               | ???                                                            |
| Domenico Zinzi         | Unione Democratica per la Repubblica | Assessore                    | Lavori Pubblici, Trasparenza Ambientale, Protezione Civile, Acque e acquedotti, Demanio Marittimo | ???                                                            |
| Fulvio Vettosi         | Federazione dei Verdi                | Assessore                    | Tutela Beni Paesistici Ambientali e Culturali                                                     | ???                                                            |

### VII legislatura (2000-2005)
La giunta regionale della VII legislatura era così composta:
| Assessore                | Partito                                       | Carica                                               | Competenze/Deleghe | Note  |
| ------------------------ | --------------------------------------------- | ---------------------------------------------------- | --- | ----- |
| Antonio Bassolino        | Democratici di Sinistra                       | Presidente della Regione                             | |       |
| Antonio Valiante         | Partito Popolare Italiano/La Margherita       | Vicepresidente della Regione e Assessore al turismo  | Al settore alberghiero, sport, tempo libero, spettacoli e ai rapporti con il Consiglio Regionale                      |       |
| Vincenzo Aita            | Rifondazione Comunista                        | Assessore all'agricoltura                            | Alle foreste, caccia e pesca                                                                                          |       |
| Gianfranco Alois         |                                               | Assessore alle Attività Produttive                   | All'Industria, all'Artigianato, alle fonti energetiche, alla cooperazione, al Commercio e all'imprenditoria giovanile |       |
| Teresa Armato            | Partito Popolare Italiano/La Margherita       | Assessore alla sanità                                | All'Alta Vigilanza e ARSAN                                                                                            |       |
| Buffardi Adriana         |                                               | Assessore alla Cultura                               | All'Istruzione e formazione, al lavoro e politiche sociali ed giovanili, e problemi dell'immigrazione                 |       |
| Ennio Cascetta           | Democratici di Sinistra                       | Assessore ai Trasporti                               | Alla viabilità, ai porti, agli aeroporti e al demanio marittimo                                                       |       |
| Marco Di Lello           | Socialisti Democratici Italiani               | Assessore all'Urbanistica                            | All'edilizia pubblica e abitativa, ai beni culturali                                                                  |       |
| Nello Formisano          | I Democratici/La Margherita/Italia dei Valori | Assessore al Bilancio                                | Alla ragioneria, al demanio e al patrimonio, ai rapporti con i paesi del Mediterraneo                                 | [ 2 ] |
| Maria Fortuna Incostante | Democratici di Sinistra                       | Assessore alle Pari opportunità                      | Alle risorse urnane, alla riforma dell'amministrazione regionale e al sistema delle Autonomie                         | [ 2 ] |
| Rocco Granata            | Indipendente di area popolare                 | Assessore ai Lavori Pubblici                         | Alle opere pubbliche, parcheggi, cave e torbiere, acque minerali e termali, protezione civile                         |       |
| Luigi Nicolais           | Democratici di Sinistra                       | Assessore all'Università e Ricerca Scientifica       | All'Innovazione Tecnologica e Nuova Economia. Sistemi informativi e Statistica. Musei e Biblioteche                   |       |
| Antonia Ruggiero         | Popolari UDEUR                                | Assessore alle Politiche Territoriali e all'Ambiente | Ai parchi e riserve naturali, tutela dei beni paesistici e ambientali, ciclo integrato delle acque, difesa del suolo  |       |

### VIII legislatura (2005-2010)
La giunta regionale della VIII legislatura era così composta:
| Assessore          | Partito                                                     | Carica                                               | Competenze/Deleghe | Note                                                             |
| ------------------ | ----------------------------------------------------------- | ---------------------------------------------------- | --- | ---------------------------------------------------------------- |
| Antonio Bassolino  | Democratici di Sinistra/Partito Democratico                 | Presidente della Regione                             | Al Mediterraneo |                                                                  |
| Antonio Valiante   | La Margherita/Partito Democratico                           | Vicepresidente della Regione e Assessore al Bilancio | Alla ragioneria, ai tributi e rapporti con i paesi del mediterraneo                                                                                                   |                                                                  |
| Andrea Abbamonte   | Popolari UDEUR                                              | Assessore alle risorse umane                         | Alla riforma amministrativa, ai rapporti con le autonomie e alla sicurezza delle città                                                                                |                                                                  |
| Teresa Armato      | La Margherita                                               | Assessore all'Università                             | Alla ricerca scientifica, all'Innovazione tecnologica, alla nuova economia e ai sistemi informativi                                                                   | Lascia la carica nel febbraio 2008                               |
| Ennio Cascetta     | Democratici di Sinistra/Partito Democratico                 | Assessore ai Trasporti                               | Ai porti e agli aeroporti |                                                                  |
| Corrado Gabriele   | Rifondazione Comunista                                      | Assessore all'Istruzione                             | Alla formazione e al lavoro |                                                                  |
| Luigi Nocera       | Popolari UDEUR                                              | Assessore all'Ambiente                               | Alla difesa del suolo e alla protezione civile |                                                                  |
| Angelo Montemarano | La Margherita                                               | Assessore alla sanità                                | |                                                                  |
| Rosa D'Amelio      | Democratici di Sinistra/Partito Democratico                 | Assessore alle Politiche Sociali                     | |                                                                  |
| Gabriella Cundari  | Federazione dei Verdi                                       | Assessore all'Urbanistica                            | Al governo del territorio e all'edilizia pubblica |                                                                  |
| Marco Di Lello     | Socialisti Democratici Italiani/Partito Socialista Italiano | Assessore al turismo                                 | Ai beni culturali | Si dimette il 12 febbraio 2008                                   |
| Vincenzo De Luca   | La Margherita                                               | Assessore ai Rapporti con il Consiglio Regionale     | Ai Lavori Pubblici, Opere pubbliche, Parcheggi, Sport, Ricerca e valorizzazione Cave e Torbiere, Acque Minerali, Termali, Miniere, Risorse geotermiche ed Idrocarburi | Lascia la carica e le deleghe il 29 aprile 2008.                 |
| Andrea Cozzolino   | Democratici di Sinistra/Partito Democratico                 | Assessore all'agricoltura e alle attività Produttive | | Lascia la carica il 14 luglio 2009.                              |
| Gianfranco Nappi   | Partito Democratico                                         | Assessore all'agricoltura                            | | Entra in giunta a fine luglio 2009, sostituendo Andrea Cozzolino |
| Riccardo Marone    | Partito Democratico                                         | Assessore alle Attività Produttive                   | Al turismo | Entra in giunta nel maggio 2009, sostituendo Andrea Cozzolino.   |
| Nicola Mazzocca    |                                                             | Assessore all'Università                             | Alla ricerca scientifica, all'Innovazione tecnologica, alla nuova economia e ai sistemi informativi                                                                   | Entra in giunta nel febbraio del 2008 sostituendo Teresa Armato  |

### IX legislatura (2010-2015)
La giunta regionale della IX legislatura era così composta:
| Assessore              | Partito                                   | Carica                                                  | Competenze/Deleghe             | Note                                                                                       |
| ---------------------- | ----------------------------------------- | ------------------------------------------------------- | ------------------------------ | ------------------------------------------------------------------------------------------ |
| Stefano Caldoro        | Il Popolo della Libertà/Forza Italia      | Presidente della Regione                                | All'agricoltura e alla sanità  | Mantiene la delega all'agricoltura fino al 20 ottobre 2012.                                |
| Giuseppe De Mita       | Unione di Centro                          | Vicepresidente della Regione e Assessore al turismo     | Ai beni culturali              | Il 22 febbraio 2013 lascia le cariche e la delega.                                         |
| Guido Trombetti        | Indipendente                              | Vicepresidente della Regione e Assessore all'Università | Alla ricerca                   | Il 15 maggio 2013 assume la carica vacante di Vicepresidente della Regione.                |
| Pasquale Sommese       | Unione di Centro                          | Assessore al Personale                                  | Ai beni culturali e al turismo | Il 15 maggio 2013 gli vengono conferite le deleghe vacanti ai beni culturali e al turismo. |
| Ernesto Sica           | Il Popolo della Libertà                   | Assessore all'Avvocatura                                |                                |                                                                                            |
| Sergio Vetrella        | Il Popolo della Libertà                   | Assessore ai Trasporti                                  | Alle Attività Produttive       | Mantiene la delega fino al 20 ottobre 2012.                                                |
| Daniela Nugnes         | Il Popolo della Libertà                   | Assessore all'agricoltura                               |                                | Nominato dal presidente Caldoro il 15 maggio 2013.                                         |
| Giovanni Romano        | Il Popolo della Libertà                   | Assessore all'Ambiente                                  |                                |                                                                                            |
| Ermanno Russo          | Il Popolo della Libertà/Forza Italia      | Assessore all'Assistenza sociale                        | Al demanio a al patrimonio     |                                                                                            |
| Fulvio Martusciello    | Il Popolo della Libertà/Forza Italia      | Assessore alle Attività Produttive                      |                                | Nominato dal presidente Caldoro il 15 maggio 2013.                                         |
| Marcello Taglialatela  | Il Popolo della Libertà/Fratelli d'Italia | Assessore all'Urbanistica                               | Al governo del territorio      | Il 14 giugno 2013 lascia la carica e la deleghe.                                           |
| Edoardo Cosenza        | Indipendente                              | Assessore ai Lavori Pubblici                            |                                |                                                                                            |
| Anna Caterina Miraglia | Indipendente                              | Assessore all'Istruzione                                |                                |                                                                                            |
| Gaetano Giancano       | Indipendente                              | Assessore al Bilancio                                   |                                |                                                                                            |
| Severino Nappi         | Popolari UDEUR                            | Assessore al Lavoro                                     |                                |                                                                                            |

Il presidente Caldoro ha nominato anche due consiglieri delegati nella sua giunta:
- Fulvio Martusciello, consigliere delegato alle attività produttive, dal 20 ottobre 2012 fino al 15 maggio 2013.
- Daniela Nugnes, consigliere delegato all'agricoltura, dal 20 ottobre 2012 fino al 15 maggio 2013[9].

### X legislatura (2015-2020)
In seguito alle elezioni regionali del 31 maggio 2015, la nuova Giunta regionale della X legislatura viene nominata il 9 luglio 2015.
| Assessore           | Partito             | Carica                                                | Competenze/Deleghe | Note |
| ------------------- | ------------------- | ----------------------------------------------------- | --- | --- |
| Vincenzo De Luca    | Partito Democratico | Presidente della Regione                              | All'agricoltura, sanità, trasporti, sicurezza, fondi europei, Cooperazione Europea, Bacino Euro-Mediterraneo, Politiche integrate di sicurezza e legalità, Politiche di accoglienza e integrazione, ed relativi rapporti con il Governo centrale | |
| Fulvio Bonavitacola | Partito Democratico | Vicepresidente della Regione e Assessore all'Ambiente | Alle Politiche Ambientali | Fino a maggio 2018 aveva anche la carica di Assessore all'Urbanistica.                                        |
| Lidia D’Alessio     | Indipendente        | Assessore al Bilancio                                 | | A maggio 2018 viene sostituita da Ettore Cinque.                                                              |
| Ettore Cinque       | Indipendente        | Assessore al Bilancio                                 | Al Finanziamento del Sistema Sanitario Regionale e Informatizzazione dei processi amministrativi | Entra in giunta nel maggio 2018, sostituendo Lidia D’Alessio.                                                 |
| Bruno Discepolo     | Indipendente        | Assessore all'Urbanistica                             | Al governo del territorio | Entra in giunta nel maggio 2018, prendendo la carica che precedentemente era del vicepresidente Bonavitacola. |
| Valeria Fascione    | Indipendente        | Assessore all'Internazionalizzazione                  | Alle Start up e all'Innovazione | |
| Lucia Fortini       | Indipendente        | Assessore all'Istruzione                              | Alle Politiche Giovanili e Politiche Sociali | A maggio 2018 gli viene conferita la delega alle Politiche Giovanili.                                         |
| Amedeo Lepore       | Indipendente        | Assessore alle Attività produttive                    | Alla ricerca scientifica | A maggio 2018 lascia la carica.                                                                               |
| Gerardo Capozza     | Indipendente        | Assessore alle Attività produttive                    | Alla ricerca scientifica | Entra in giunta nel maggio 2018, sostituendo Amedeo Lepore, ma abbandona la carica il 31 maggio 2018.         |
| Antonio Marchiello  | Indipendente        | Assessore alle Attività produttive                    | Alla ricerca scientifica | Entra in giunta sostituendo Gerardo Capozza.                                                                  |
| Chiara Marciani     | Indipendente        | Assessore alla Formazione                             | Alle Pari Opportunità | |
| Corrado Matera      | Indipendente        | Assessore allo Sviluppo                               | Alla promozione del turismo | Nominato dal presidente De Luca a febbraio 2016.                                                              |
| Sonia Palmeri       | Indipendente        | Assessore al Lavoro                                   | Alle Risorse umane | |
| Franco Roberti      | Indipendente        | Assessore alla Sicurezza e Legalità                   | Alle Politiche integrate di sicurezza e legalità, Politiche di accoglienza e integrazione e relativi rapporti con il Governo centrale | Entra in giunta nel maggio 2018, ma lascia la carica e le deleghe il 2 luglio 2019.                           |
| Serena Angioli      | Indipendente        | Assessore ai fondi europei                            | Alle Politiche Giovanili, Cooperazione Europea e al Bacino Euro-Mediterraneo | A maggio 2018 lascia la carica e le deleghe.                                                                  |

Il presidente De Luca ha nominato anche cinque consiglieri nella sua giunta:
- Francesco Caruso, consigliere per i rapporti internazionali[15].
- Paolo De Ioanna, consigliere per i rapporti con le amministrazioni centrali[15].
- Sebastiano Maffettone, consigliere per l’organizzazione culturale[15].
- Mario Mustilli, consigliere finanziario[15].
- Nicola Caputo, consigliere sull'agricoltura, sugli affari europei e relazioni internazionali. Nominato a luglio 2019[24].

### XI legislatura (2020-)
| Assessore           | Partito             | Carica                                                | Competenze/Deleghe | Note |
| ------------------- | ------------------- | ----------------------------------------------------- | --- | ---- |
| Vincenzo De Luca    | Partito Democratico | Presidente della Regione                              | Alla Sanità e Trasporti |      |
| Fulvio Bonavitacola | Partito Democratico | Vicepresidente della Regione e Assessore all'Ambiente | Alla firma delle procure e dei mandati alle liti agli avvocati incaricati del patrocinio e difesa in giudizio della Regione Campania e ai rapporti con l’avvocatura regionale |      |
| Nicola Caputo       | Italia Viva         | Assessore all'Agricoltura                             | |      |
| Felice Casucci      | Noi Campani         | Assessore al Turismo                                  | Alla Semplificazione amministrativa |      |
| Ettore Cinque       | Indipendente        | Assessore al Bilancio                                 | Al finanziamento del sistema sanitario regionale, informatizzazione dei processi contabili e gestionali in ambito sanitario della giunta regionale                            |      |
| Bruno Discepolo     | Indipendente        | Assessore all'Urbanistica                             | Al Governo del Territorio |      |
| Valeria Fascione    | Indipendente        | Assessore alla Ricerca e Internazionalizzazione       | All'Innovazione e alle Start up |      |
| Armida Filippelli   | Partito Democratico | Assessore alla Formazione professionale               | |      |
| Lucia Fortini       | De Luca Presidente  | Assessore alla Scuola                                 | Alle Politiche Giovanili e Politiche Sociali |      |
| Antonio Marchiello  | Indipendente        | Assessore alle Attività Produttive                    | Al lavoro, al Demanio e Patrimonio |      |
| Mario Morcone       | Indipendente        | Assessore alle Sicurezza                              | Alla Legalità e Immigrazione |      |